# Pelodiscus parviformis
Pelodiscus parviformis es una especie de tortuga del género Pelodiscus, perteneciente a la familia Trionychidae. Fue descrita científicamente por Tang en 1997.

## Distribución
Se encuentra en China (Guangxi y Hunan).